# Lista di asteroidi (637001-638000)
Di seguito una lista di asteroidi dal numero 637001  al 638000 con data di scoperta e scopritore.

## 637001–637100
| Nome   | Designazione provvisoria | Data di scoperta  | Scopritore                |
| ------ | ------------------------ | ----------------- | ------------------------- |
| 637001 | 2015 BA142               | 17 gennaio 2015   | Pan-STARRS                |
| 637002 | 2015 BC156               | 9 novembre 2013   | Pan-STARRS                |
| 637003 | 2015 BV156               | 31 dicembre 2007  | Mount Lemmon Survey       |
| 637004 | 2015 BO160               | 17 gennaio 2015   | Pan-STARRS                |
| 637005 | 2015 BU166               | 21 maggio 2011    | Mount Lemmon Survey       |
| 637006 | 2015 BL169               | 17 gennaio 2015   | Pan-STARRS                |
| 637007 | 2015 BZ169               | 24 ottobre 2013   | Mount Lemmon Survey       |
| 637008 | 2015 BE171               | 14 febbraio 2010  | Mount Lemmon Survey       |
| 637009 | 2015 BA177               | 4 giugno 2011     | Mount Lemmon Survey       |
| 637010 | 2015 BS185               | 17 gennaio 2015   | Pan-STARRS                |
| 637011 | 2015 BK187               | 21 marzo 2002     | Spacewatch                |
| 637012 | 2015 BP189               | 30 novembre 2008  | Mount Lemmon Survey       |
| 637013 | 2015 BZ189               | 7 novembre 2007   | Mount Lemmon Survey       |
| 637014 | 2015 BA193               | 17 gennaio 2015   | Pan-STARRS                |
| 637015 | 2015 BX193               | 30 dicembre 2007  | Mount Lemmon Survey       |
| 637016 | 2015 BN197               | 3 ottobre 2013    | Pan-STARRS                |
| 637017 | 2015 BX197               | 17 gennaio 2015   | Pan-STARRS                |
| 637018 | 2015 BS205               | 15 aprile 2004    | LONEOS                    |
| 637019 | 2015 BE209               | 7 ottobre 2004    | Spacewatch                |
| 637020 | 2015 BQ209               | 30 aprile 2011    | Spacewatch                |
| 637021 | 2015 BY215               | 20 novembre 2008  | Spacewatch                |
| 637022 | 2015 BE222               | 25 novembre 2009  | Mount Lemmon Survey       |
| 637023 | 2015 BL222               | 17 aprile 2009    | Spacewatch                |
| 637024 | 2015 BW227               | 10 novembre 2009  | Spacewatch                |
| 637025 | 2015 BB229               | 13 agosto 2006    | NEAT                      |
| 637026 | 2015 BU231               | 1 dicembre 2008   | CSS                       |
| 637027 | 2015 BJ232               | 11 gennaio 2010   | Spacewatch                |
| 637028 | 2015 BN233               | 1 settembre 2013  | Pan-STARRS                |
| 637029 | 2015 BQ233               | 18 gennaio 2015   | Pan-STARRS                |
| 637030 | 2015 BD234               | 9 marzo 2002      | NEAT                      |
| 637031 | 2015 BB235               | 13 aprile 2002    | Spacewatch                |
| 637032 | 2015 BE235               | 14 settembre 2006 | NEAT                      |
| 637033 | 2015 BH235               | 10 agosto 2007    | Spacewatch                |
| 637034 | 2015 BJ236               | 30 gennaio 2008   | Mount Lemmon Survey       |
| 637035 | 2015 BD240               | 26 ottobre 2009   | Mount Lemmon Survey       |
| 637036 | 2015 BR240               | 24 agosto 2003    | NEAT                      |
| 637037 | 2015 BQ241               | 12 febbraio 2004  | Spacewatch                |
| 637038 | 2015 BO244               | 25 maggio 2006    | Osservatorio di Mauna Kea |
| 637039 | 2015 BS245               | 18 gennaio 2015   | Pan-STARRS                |
| 637040 | 2015 BA247               | 17 ottobre 2007   | Mount Lemmon Survey       |
| 637041 | 2015 BV252               | 18 gennaio 2015   | Pan-STARRS                |
| 637042 | 2015 BV255               | 29 febbraio 2012  | Mount Lemmon Survey       |
| 637043 | 2015 BP258               | 27 marzo 2012     | Mount Lemmon Survey       |
| 637044 | 2015 BX259               | 19 ottobre 2006   | CSS                       |
| 637045 | 2015 BF260               | 17 gennaio 2004   | Spacewatch                |
| 637046 | 2015 BU271               | 23 marzo 2012     | Mount Lemmon Survey       |
| 637047 | 2015 BM274               | 3 marzo 2005      | CSS                       |
| 637048 | 2015 BG279               | 29 luglio 2003    | CINEOS                    |
| 637049 | 2015 BD289               | 28 ottobre 2013   | Mount Lemmon Survey       |
| 637050 | 2015 BP290               | 19 gennaio 2015   | Pan-STARRS                |
| 637051 | 2015 BP297               | 12 ottobre 2007   | Spacewatch                |
| 637052 | 2015 BJ299               | 8 febbraio 2008   | Spacewatch                |
| 637053 | 2015 BE300               | 24 marzo 2001     | Spacewatch                |
| 637054 | 2015 BJ301               | 14 maggio 2005    | Spacewatch                |
| 637055 | 2015 BW301               | 1 maggio 2012     | Spacewatch                |
| 637056 | 2015 BL304               | 24 novembre 2003  | Spacewatch                |
| 637057 | 2015 BW304               | 8 dicembre 1996   | Spacewatch                |
| 637058 | 2015 BG305               | 6 gennaio 2010    | Spacewatch                |
| 637059 | 2015 BV310               | 14 ottobre 2010   | Mount Lemmon Survey       |
| 637060 | 2015 BY313               | 28 settembre 2008 | Mount Lemmon Survey       |
| 637061 | 2015 BT314               | 5 marzo 2002      | Spacewatch                |
| 637062 | 2015 BJ318               | 19 novembre 2008  | Spacewatch                |
| 637063 | 2015 BV330               | 9 novembre 2013   | Spacewatch                |
| 637064 | 2015 BP333               | 9 novembre 2013   | Mount Lemmon Survey       |
| 637065 | 2015 BE335               | 17 gennaio 2015   | Pan-STARRS                |
| 637066 | 2015 BJ338               | 19 maggio 2005    | Mount Lemmon Survey       |
| 637067 | 2015 BS347               | 3 marzo 2009      | Mount Lemmon Survey       |
| 637068 | 2015 BS348               | 18 gennaio 2015   | Pan-STARRS                |
| 637069 | 2015 BB349               | 1 maggio 2006     | Spacewatch                |
| 637070 | 2015 BB350               | 30 settembre 2003 | Spacewatch                |
| 637071 | 2015 BA356               | 4 febbraio 2005   | Spacewatch                |
| 637072 | 2015 BY360               | 20 novembre 2003  | Spacewatch                |
| 637073 | 2015 BU362               | 14 luglio 2013    | Pan-STARRS                |
| 637074 | 2015 BF364               | 10 ottobre 2007   | Mount Lemmon Survey       |
| 637075 | 2015 BY364               | 8 ottobre 2007    | Mount Lemmon Survey       |
| 637076 | 2015 BR365               | 18 settembre 2003 | Spacewatch                |
| 637077 | 2015 BS375               | 26 dicembre 2014  | Pan-STARRS                |
| 637078 | 2015 BP384               | 7 gennaio 2005    | Spacewatch                |
| 637079 | 2015 BK386               | 20 gennaio 2015   | Pan-STARRS                |
| 637080 | 2015 BO387               | 21 dicembre 2008  | Mount Lemmon Survey       |
| 637081 | 2015 BX387               | 17 agosto 2012    | Pan-STARRS                |
| 637082 | 2015 BX391               | 22 dicembre 2008  | Spacewatch                |
| 637083 | 2015 BX401               | 16 agosto 2002    | Spacewatch                |
| 637084 | 2015 BV417               | 13 luglio 2013    | Pan-STARRS                |
| 637085 | 2015 BD418               | 27 ottobre 2008   | Spacewatch                |
| 637086 | 2015 BX418               | 29 settembre 2008 | Spacewatch                |
| 637087 | 2015 BH420               | 20 gennaio 2015   | Pan-STARRS                |
| 637088 | 2015 BR421               | 30 gennaio 2006   | Spacewatch                |
| 637089 | 2015 BM424               | 24 febbraio 2008  | Spacewatch                |
| 637090 | 2015 BH425               | 13 settembre 2007 | Mount Lemmon Survey       |
| 637091 | 2015 BG431               | 28 novembre 2013  | Pan-STARRS                |
| 637092 | 2015 BV434               | 3 dicembre 2007   | Spacewatch                |
| 637093 | 2015 BO439               | 13 febbraio 2008  | Spacewatch                |
| 637094 | 2015 BM442               | 9 aprile 2004     | SSS                       |
| 637095 | 2015 BH443               | 13 agosto 2004    | Cerro Tololo Obs.         |
| 637096 | 2015 BJ447               | 12 settembre 2007 | Spacewatch                |
| 637097 | 2015 BS448               | 8 aprile 2006     | Spacewatch                |
| 637098 | 2015 BR450               | 31 marzo 2003     | Cerro Tololo Obs.         |
| 637099 | 2015 BA456               | 1 settembre 2010  | Mount Lemmon Survey       |
| 637100 | 2015 BO468               | 27 giugno 2011    | Spacewatch                |

## 637101–637200
| Nome   | Designazione provvisoria | Data di scoperta  | Scopritore                  |
| ------ | ------------------------ | ----------------- | --------------------------- |
| 637101 | 2015 BG470               | 22 agosto 2006    | NEAT                        |
| 637102 | 2015 BM474               | 20 gennaio 2015   | Pan-STARRS                  |
| 637103 | 2015 BG480               | 28 marzo 2012     | Spacewatch                  |
| 637104 | 2015 BL482               | 26 maggio 2006    | Mount Lemmon Survey         |
| 637105 | 2015 BC483               | 20 gennaio 2015   | Pan-STARRS                  |
| 637106 | 2015 BL485               | 14 dicembre 2004  | CSS                         |
| 637107 | 2015 BE486               | 2 febbraio 2005   | Spacewatch                  |
| 637108 | 2015 BN490               | 12 settembre 2007 | Mount Lemmon Survey         |
| 637109 | 2015 BN492               | 20 gennaio 2015   | Pan-STARRS                  |
| 637110 | 2015 BX492               | 20 marzo 2001     | Spacewatch                  |
| 637111 | 2015 BT493               | 8 novembre 2013   | Mount Lemmon Survey         |
| 637112 | 2015 BR496               | 20 gennaio 2015   | Pan-STARRS                  |
| 637113 | 2015 BK498               | 2 dicembre 2010   | Mount Lemmon Survey         |
| 637114 | 2015 BY500               | 20 ottobre 2008   | Mount Lemmon Survey         |
| 637115 | 2015 BB505               | 6 settembre 2008  | Mount Lemmon Survey         |
| 637116 | 2015 BD506               | 21 dicembre 2014  | Mount Lemmon Survey         |
| 637117 | 2015 BG513               | 2 maggio 2003     | Spacewatch                  |
| 637118 | 2015 BJ521               | 3 settembre 2008  | Spacewatch                  |
| 637119 | 2015 BL534               | 19 gennaio 2015   | Mount Lemmon Survey         |
| 637120 | 2015 BR534               | 14 febbraio 2004  | NEAT                        |
| 637121 | 2015 BJ535               | 25 aprile 2003    | Spacewatch                  |
| 637122 | 2015 BY537               | 20 gennaio 2015   | Pan-STARRS                  |
| 637123 | 2015 BY540               | 13 settembre 2007 | Mount Lemmon Survey         |
| 637124 | 2015 BH542               | 6 novembre 2008   | Mount Lemmon Survey         |
| 637125 | 2015 BJ542               | 10 febbraio 2008  | Mount Lemmon Survey         |
| 637126 | 2015 BK542               | 14 febbraio 2008  | Mount Lemmon Survey         |
| 637127 | 2015 BP543               | 22 gennaio 2015   | Pan-STARRS                  |
| 637128 | 2015 BL545               | 10 ottobre 2012   | Pan-STARRS                  |
| 637129 | 2015 BJ547               | 20 ottobre 2003   | Spacewatch                  |
| 637130 | 2015 BY550               | 10 novembre 2004  | M. W. Buie, L. H. Wasserman |
| 637131 | 2015 BL551               | 10 settembre 2007 | Mount Lemmon Survey         |
| 637132 | 2015 BM555               | 17 gennaio 2015   | Pan-STARRS                  |
| 637133 | 2015 BP555               | 17 gennaio 2015   | Mount Lemmon Survey         |
| 637134 | 2015 BP557               | 15 ottobre 2004   | Mount Lemmon Survey         |
| 637135 | 2015 BW558               | 10 luglio 2001    | NEAT                        |
| 637136 | 2015 BP563               | 21 novembre 2008  | Mount Lemmon Survey         |
| 637137 | 2015 BG565               | 17 gennaio 2015   | Pan-STARRS                  |
| 637138 | 2015 BV565               | 15 settembre 2012 | CSS                         |
| 637139 | 2015 BD590               | 22 gennaio 2015   | Pan-STARRS                  |
| 637140 | 2015 BN593               | 15 ottobre 2013   | Mount Lemmon Survey         |
| 637141 | 2015 BB603               | 29 gennaio 2015   | Pan-STARRS                  |
| 637142 | 2015 BJ603               | 22 gennaio 2015   | Pan-STARRS                  |
| 637143 | 2015 BZ606               | 22 gennaio 2015   | Pan-STARRS                  |
| 637144 | 2015 BR613               | 21 gennaio 2015   | Pan-STARRS                  |
| 637145 | 2015 CD5                 | 9 ottobre 2007    | Mount Lemmon Survey         |
| 637146 | 2015 CQ5                 | 25 gennaio 2004   | AMOS                        |
| 637147 | 2015 CA7                 | 3 marzo 2006      | Spacewatch                  |
| 637148 | 2015 CU9                 | 24 luglio 2003    | NEAT                        |
| 637149 | 2015 CV9                 | 14 agosto 2013    | Pan-STARRS                  |
| 637150 | 2015 CC11                | 28 agosto 2006    | Spacewatch                  |
| 637151 | 2015 CG17                | 6 gennaio 2005    | CSS                         |
| 637152 | 2015 CJ18                | 14 ottobre 2004   | Spacewatch                  |
| 637153 | 2015 CF24                | 2 febbraio 2006   | Mount Lemmon Survey         |
| 637154 | 2015 CP29                | 15 settembre 2013 | CSS                         |
| 637155 | 2015 CG32                | 11 febbraio 2015  | Spacewatch                  |
| 637156 | 2015 CB33                | 8 aprile 2008     | Spacewatch                  |
| 637157 | 2015 CY34                | 15 ottobre 2009   | CSS                         |
| 637158 | 2015 CQ40                | 18 febbraio 2004  | Spacewatch                  |
| 637159 | 2015 CD41                | 2 marzo 2006      | Spacewatch                  |
| 637160 | 2015 CY41                | 24 ottobre 2009   | Spacewatch                  |
| 637161 | 2015 CE42                | 27 gennaio 2006   | Mount Lemmon Survey         |
| 637162 | 2015 CD43                | 29 dicembre 2003  | Spacewatch                  |
| 637163 | 2015 CN44                | 12 aprile 2011    | Mount Lemmon Survey         |
| 637164 | 2015 CY46                | 29 gennaio 2015   | Pan-STARRS                  |
| 637165 | 2015 CL47                | 4 gennaio 2011    | Mount Lemmon Survey         |
| 637166 | 2015 CN48                | 29 settembre 2009 | Spacewatch                  |
| 637167 | 2015 CO49                | 30 settembre 1995 | Spacewatch                  |
| 637168 | 2015 CT52                | 19 marzo 2010     | Spacewatch                  |
| 637169 | 2015 CH54                | 27 febbraio 2008  | Mount Lemmon Survey         |
| 637170 | 2015 CC55                | 2 febbraio 2008   | Mount Lemmon Survey         |
| 637171 | 2015 CD55                | 13 febbraio 2004  | Spacewatch                  |
| 637172 | 2015 CD57                | 30 settembre 2003 | Spacewatch                  |
| 637173 | 2015 CX59                | 6 aprile 2005     | Spacewatch                  |
| 637174 | 2015 CT61                | 13 luglio 2001    | NEAT                        |
| 637175 | 2015 CK64                | 20 marzo 2002     | Kitt Peak Obs.              |
| 637176 | 2015 CP73                | 11 febbraio 2015  | Mount Lemmon Survey         |
| 637177 | 2015 CD77                | 12 febbraio 2015  | Pan-STARRS                  |
| 637178 | 2015 DA3                 | 17 giugno 2005    | Mount Lemmon Survey         |
| 637179 | 2015 DT6                 | 26 ottobre 2009   | Mount Lemmon Survey         |
| 637180 | 2015 DC7                 | 30 settembre 2005 | Osservatorio di Mauna Kea   |
| 637181 | 2015 DR7                 | 1 agosto 2005     | Osservatorio di Mauna Kea   |
| 637182 | 2015 DP10                | 26 febbraio 2004  | M. W. Buie, D. E. Trilling  |
| 637183 | 2015 DT16                | 16 febbraio 2015  | Pan-STARRS                  |
| 637184 | 2015 DU17                | 31 marzo 2012     | Mount Lemmon Survey         |
| 637185 | 2015 DJ18                | 24 gennaio 2015   | Mount Lemmon Survey         |
| 637186 | 2015 DP18                | 16 febbraio 2015  | Pan-STARRS                  |
| 637187 | 2015 DZ18                | 2 novembre 2007   | Mount Lemmon Survey         |
| 637188 | 2015 DN23                | 24 marzo 2003     | Spacewatch                  |
| 637189 | 2015 DN24                | 4 ottobre 2003    | Spacewatch                  |
| 637190 | 2015 DG25                | 8 febbraio 2008   | Spacewatch                  |
| 637191 | 2015 DZ26                | 21 aprile 2009    | Spacewatch                  |
| 637192 | 2015 DF27                | 1 maggio 2012     | Mount Lemmon Survey         |
| 637193 | 2015 DN31                | 8 aprile 2006     | Spacewatch                  |
| 637194 | 2015 DO33                | 1 ottobre 2005    | Mount Lemmon Survey         |
| 637195 | 2015 DJ40                | 1 novembre 2006   | Mount Lemmon Survey         |
| 637196 | 2015 DB46                | 19 novembre 2007  | Mount Lemmon Survey         |
| 637197 | 2015 DH47                | 12 novembre 2010  | Mount Lemmon Survey         |
| 637198 | 2015 DX47                | 16 settembre 2006 | Spacewatch                  |
| 637199 | 2015 DG50                | 26 ottobre 2013   | Mount Lemmon Survey         |
| 637200 | 2015 DO54                | 14 settembre 2007 | Spacewatch                  |

## 637201–637300
| Nome   | Designazione provvisoria | Data di scoperta  | Scopritore                |
| ------ | ------------------------ | ----------------- | ------------------------- |
| 637201 | 2015 DV58                | 21 maggio 2006    | Spacewatch                |
| 637202 | 2015 DX62                | 22 gennaio 2015   | Pan-STARRS                |
| 637203 | 2015 DA69                | 3 ottobre 2006    | Mount Lemmon Survey       |
| 637204 | 2015 DQ71                | 13 dicembre 2006  | Mount Lemmon Survey       |
| 637205 | 2015 DK75                | 16 gennaio 2005   | Osservatorio di Mauna Kea |
| 637206 | 2015 DA77                | 19 agosto 2001    | Cerro Tololo Obs.         |
| 637207 | 2015 DM89                | 20 giugno 2006    | Mount Lemmon Survey       |
| 637208 | 2015 DR89                | 19 settembre 2006 | Spacewatch                |
| 637209 | 2015 DY92                | 18 agosto 2009    | Spacewatch                |
| 637210 | 2015 DT95                | 29 luglio 2005    | SSS                       |
| 637211 | 2015 DO97                | 16 febbraio 2015  | Pan-STARRS                |
| 637212 | 2015 DZ109               | 27 gennaio 2015   | Pan-STARRS                |
| 637213 | 2015 DE112               | 17 ottobre 2001   | NEAT                      |
| 637214 | 2015 DX112               | 7 ottobre 2008    | Mount Lemmon Survey       |
| 637215 | 2015 DZ114               | 17 gennaio 2015   | Pan-STARRS                |
| 637216 | 2015 DZ115               | 14 ottobre 2010   | Mount Lemmon Survey       |
| 637217 | 2015 DV119               | 17 ottobre 2003   | Spacewatch                |
| 637218 | 2015 DZ119               | 31 maggio 2012    | Mount Lemmon Survey       |
| 637219 | 2015 DZ124               | 1 dicembre 2011   | Pan-STARRS                |
| 637220 | 2015 DF125               | 4 aprile 2010     | CSS                       |
| 637221 | 2015 DB127               | 28 gennaio 2015   | Pan-STARRS                |
| 637222 | 2015 DV128               | 26 novembre 2003  | Spacewatch                |
| 637223 | 2015 DJ138               | 17 gennaio 2008   | Mount Lemmon Survey       |
| 637224 | 2015 DF143               | 2 settembre 2010  | Mount Lemmon Survey       |
| 637225 | 2015 DS143               | 24 marzo 2012     | Spacewatch                |
| 637226 | 2015 DJ146               | 29 marzo 2011     | Mount Lemmon Survey       |
| 637227 | 2015 DM146               | 24 gennaio 2015   | Pan-STARRS                |
| 637228 | 2015 DY147               | 22 maggio 2011    | Mount Lemmon Survey       |
| 637229 | 2015 DG149               | 13 novembre 2010  | Mount Lemmon Survey       |
| 637230 | 2015 DU151               | 1 novembre 2010   | Mount Lemmon Survey       |
| 637231 | 2015 DX151               | 2 febbraio 2005   | Spacewatch                |
| 637232 | 2015 DK154               | 5 aprile 2011     | Mount Lemmon Survey       |
| 637233 | 2015 DW158               | 24 marzo 2003     | Spacewatch                |
| 637234 | 2015 DG159               | 11 ottobre 2012   | Mount Lemmon Survey       |
| 637235 | 2015 DZ159               | 4 gennaio 2011    | Mount Lemmon Survey       |
| 637236 | 2015 DF160               | 18 febbraio 2015  | Mount Lemmon Survey       |
| 637237 | 2015 DX162               | 23 agosto 2003    | Cerro Tololo Obs.         |
| 637238 | 2015 DF171               | 21 gennaio 2015   | Pan-STARRS                |
| 637239 | 2015 DU175               | 19 febbraio 2015  | Pan-STARRS                |
| 637240 | 2015 DO176               | 8 marzo 1995      | Spacewatch                |
| 637241 | 2015 DK181               | 23 gennaio 2014   | PTF                       |
| 637242 | 2015 DM185               | 14 luglio 2013    | Pan-STARRS                |
| 637243 | 2015 DE195               | 1 dicembre 2008   | Spacewatch                |
| 637244 | 2015 DL196               | 4 febbraio 2005   | Mount Lemmon Survey       |
| 637245 | 2015 DE201               | 29 settembre 2010 | Mount Lemmon Survey       |
| 637246 | 2015 DO202               | 20 agosto 2006    | NEAT                      |
| 637247 | 2015 DX206               | 28 agosto 2005    | SSS                       |
| 637248 | 2015 DX207               | 27 maggio 2005    | K. Sárneczky              |
| 637249 | 2015 DO208               | 31 agosto 2005    | NEAT                      |
| 637250 | 2015 DR208               | 17 gennaio 2007   | Spacewatch                |
| 637251 | 2015 DW209               | 16 aprile 2005    | Spacewatch                |
| 637252 | 2015 DB211               | 19 dicembre 2007  | Mount Lemmon Survey       |
| 637253 | 2015 DX212               | 18 gennaio 1994   | Spacewatch                |
| 637254 | 2015 DO213               | 31 agosto 2011    | Pan-STARRS                |
| 637255 | 2015 DV214               | 16 gennaio 2005   | Spacewatch                |
| 637256 | 2015 DM217               | 11 febbraio 2015  | Mount Lemmon Survey       |
| 637257 | 2015 DM218               | 23 ottobre 2006   | NEAT                      |
| 637258 | 2015 DP218               | 4 aprile 2008     | CSS                       |
| 637259 | 2015 DE222               | 20 ottobre 2006   | Spacewatch                |
| 637260 | 2015 DH223               | 30 gennaio 2008   | Mount Lemmon Survey       |
| 637261 | 2015 DT225               | 31 marzo 2003     | Spacewatch                |
| 637262 | 2015 DY227               | 27 febbraio 2008  | Mount Lemmon Survey       |
| 637263 | 2015 DV233               | 27 febbraio 2015  | Pan-STARRS                |
| 637264 | 2015 DE242               | 18 dicembre 2003  | Spacewatch                |
| 637265 | 2015 DZ242               | 19 febbraio 2015  | Pan-STARRS                |
| 637266 | 2015 DA245               | 9 maggio 2005     | Spacewatch                |
| 637267 | 2015 DY246               | 17 febbraio 2004  | Spacewatch                |
| 637268 | 2015 DY251               | 4 aprile 2016     | Pan-STARRS                |
| 637269 | 2015 DW272               | 23 febbraio 2015  | Pan-STARRS                |
| 637270 | 2015 DF286               | 18 febbraio 2015  | Mount Lemmon Survey       |
| 637271 | 2015 DA288               | 17 febbraio 2015  | Pan-STARRS                |
| 637272 | 2015 DJ305               | 16 febbraio 2015  | Pan-STARRS                |
| 637273 | 2015 DX308               | 5 ottobre 2012    | Pan-STARRS                |
| 637274 | 2015 DT317               | 24 febbraio 2015  | Pan-STARRS                |
| 637275 | 2015 ES8                 | 26 gennaio 2011   | Mount Lemmon Survey       |
| 637276 | 2015 EF9                 | 11 maggio 2007    | Mount Lemmon Survey       |
| 637277 | 2015 EY9                 | 14 marzo 2005     | Mount Lemmon Survey       |
| 637278 | 2015 EL13                | 8 novembre 2010   | Mount Lemmon Survey       |
| 637279 | 2015 EA16                | 16 settembre 2003 | Spacewatch                |
| 637280 | 2015 EN16                | 4 agosto 2005     | NEAT                      |
| 637281 | 2015 EK18                | 17 settembre 2003 | Spacewatch                |
| 637282 | 2015 ES20                | 9 febbraio 2005   | Spacewatch                |
| 637283 | 2015 EE21                | 25 febbraio 2006  | Spacewatch                |
| 637284 | 2015 EG23                | 3 novembre 2007   | Spacewatch                |
| 637285 | 2015 EK23                | 30 settembre 2010 | Mount Lemmon Survey       |
| 637286 | 2015 EM24                | 16 marzo 2005     | Mount Lemmon Survey       |
| 637287 | 2015 EJ29                | 10 febbraio 2015  | Mount Lemmon Survey       |
| 637288 | 2015 EE33                | 31 agosto 2005    | NEAT                      |
| 637289 | 2015 EM35                | 21 gennaio 2015   | Pan-STARRS                |
| 637290 | 2015 ES35                | 21 ottobre 2003   | Spacewatch                |
| 637291 | 2015 EE39                | 29 gennaio 2015   | Pan-STARRS                |
| 637292 | 2015 EY39                | 31 dicembre 2007  | Mount Lemmon Survey       |
| 637293 | 2015 EH43                | 6 novembre 2007   | Spacewatch                |
| 637294 | 2015 EN43                | 13 marzo 2005     | Spacewatch                |
| 637295 | 2015 EC44                | 15 febbraio 2015  | Pan-STARRS                |
| 637296 | 2015 EO44                | 1 aprile 2012     | Spacewatch                |
| 637297 | 2015 EM45                | 15 febbraio 2015  | Pan-STARRS                |
| 637298 | 2015 EK46                | 8 marzo 2005      | Mount Lemmon Survey       |
| 637299 | 2015 EC47                | 21 gennaio 2015   | Pan-STARRS                |
| 637300 | 2015 EK47                | 4 ottobre 2006    | Mount Lemmon Survey       |

## 637301–637400
| Nome   | Designazione provvisoria | Data di scoperta  | Scopritore             |
| ------ | ------------------------ | ----------------- | ---------------------- |
| 637301 | 2015 EK49                | 5 novembre 2010   | Mount Lemmon Survey    |
| 637302 | 2015 EJ56                | 27 marzo 2012     | Spacewatch             |
| 637303 | 2015 EQ61                | 11 gennaio 2010   | Spacewatch             |
| 637304 | 2015 EB63                | 2 febbraio 2008   | Mount Lemmon Survey    |
| 637305 | 2015 EL63                | 21 giugno 2005    | NEAT                   |
| 637306 | 2015 EO63                | 8 febbraio 2002   | NEAT                   |
| 637307 | 2015 ET63                | 29 settembre 2003 | Spacewatch             |
| 637308 | 2015 ER64                | 22 aprile 2004    | Spacewatch             |
| 637309 | 2015 EQ65                | 26 febbraio 2012  | Mount Lemmon Survey    |
| 637310 | 2015 EC67                | 21 dicembre 2007  | Mount Lemmon Survey    |
| 637311 | 2015 EN67                | 13 gennaio 2005   | Spacewatch             |
| 637312 | 2015 ES70                | 20 settembre 2003 | NEAT                   |
| 637313 | 2015 EH78                | 28 gennaio 2015   | Pan-STARRS             |
| 637314 | 2015 EO78                | 11 marzo 2015     | Mount Lemmon Survey    |
| 637315 | 2015 FQ17                | 14 febbraio 2004  | AMOS                   |
| 637316 | 2015 FP40                | 10 settembre 2007 | Mount Lemmon Survey    |
| 637317 | 2015 FT45                | 15 marzo 2001     | Spacewatch             |
| 637318 | 2015 FY46                | 18 marzo 2005     | CSS                    |
| 637319 | 2015 FS51                | 16 gennaio 2015   | Pan-STARRS             |
| 637320 | 2015 FN53                | 12 settembre 2002 | NEAT                   |
| 637321 | 2015 FH67                | 19 ottobre 2012   | Mount Lemmon Survey    |
| 637322 | 2015 FK71                | 31 luglio 2000    | M. W. Buie, S. D. Kern |
| 637323 | 2015 FZ72                | 30 aprile 2004    | Spacewatch             |
| 637324 | 2015 FQ76                | 21 marzo 2002     | NEAT                   |
| 637325 | 2015 FG77                | 20 agosto 2003    | AMOS                   |
| 637326 | 2015 FE78                | 19 marzo 2004     | Spacewatch             |
| 637327 | 2015 FR84                | 30 novembre 2003  | Spacewatch             |
| 637328 | 2015 FO94                | 8 dicembre 2010   | Mount Lemmon Survey    |
| 637329 | 2015 FJ101               | 4 ottobre 1996    | Spacewatch             |
| 637330 | 2015 FS109               | 29 agosto 2005    | Spacewatch             |
| 637331 | 2015 FE111               | 19 settembre 2001 | LINEAR                 |
| 637332 | 2015 FO116               | 27 febbraio 2015  | Pan-STARRS             |
| 637333 | 2015 FX119               | 4 marzo 2008      | Mount Lemmon Survey    |
| 637334 | 2015 FU122               | 3 gennaio 2011    | Mount Lemmon Survey    |
| 637335 | 2015 FW123               | 13 aprile 2004    | Spacewatch             |
| 637336 | 2015 FL129               | 16 ottobre 2012   | Mount Lemmon Survey    |
| 637337 | 2015 FC134               | 25 settembre 2009 | Mount Lemmon Survey    |
| 637338 | 2015 FS134               | 14 gennaio 2011   | Mount Lemmon Survey    |
| 637339 | 2015 FV138               | 12 ottobre 2013   | Mount Lemmon Survey    |
| 637340 | 2015 FC140               | 16 marzo 2015     | Spacewatch             |
| 637341 | 2015 FJ140               | 13 settembre 2002 | NEAT                   |
| 637342 | 2015 FP140               | 28 ottobre 2005   | Spacewatch             |
| 637343 | 2015 FS140               | 2 ottobre 2005    | Mount Lemmon Survey    |
| 637344 | 2015 FF141               | 17 ottobre 2010   | Mount Lemmon Survey    |
| 637345 | 2015 FC142               | 5 ottobre 2000    | Terskol Obs.           |
| 637346 | 2015 FG143               | 13 gennaio 2008   | Spacewatch             |
| 637347 | 2015 FH143               | 4 aprile 2005     | Mount Lemmon Survey    |
| 637348 | 2015 FA145               | 21 dicembre 2008  | Spacewatch             |
| 637349 | 2015 FK149               | 11 dicembre 2013  | Pan-STARRS             |
| 637350 | 2015 FM151               | 27 novembre 2013  | Pan-STARRS             |
| 637351 | 2015 FQ161               | 11 febbraio 2008  | Mount Lemmon Survey    |
| 637352 | 2015 FS164               | 25 febbraio 2011  | Spacewatch             |
| 637353 | 2015 FN165               | 2 settembre 2008  | K. Černis              |
| 637354 | 2015 FZ167               | 19 gennaio 2005   | Spacewatch             |
| 637355 | 2015 FN173               | 23 febbraio 2015  | Pan-STARRS             |
| 637356 | 2015 FO174               | 21 marzo 2015     | Pan-STARRS             |
| 637357 | 2015 FV175               | 10 novembre 2010  | Mount Lemmon Survey    |
| 637358 | 2015 FR178               | 3 marzo 2005      | Spacewatch             |
| 637359 | 2015 FZ178               | 22 marzo 2015     | Mount Lemmon Survey    |
| 637360 | 2015 FF179               | 22 marzo 2015     | Mount Lemmon Survey    |
| 637361 | 2015 FG185               | 4 novembre 2007   | Spacewatch             |
| 637362 | 2015 FW190               | 23 febbraio 2015  | Pan-STARRS             |
| 637363 | 2015 FF193               | 2 ottobre 2006    | Mount Lemmon Survey    |
| 637364 | 2015 FA194               | 30 gennaio 2012   | Pan-STARRS             |
| 637365 | 2015 FD194               | 11 aprile 2005    | LONEOS                 |
| 637366 | 2015 FG194               | 13 febbraio 2008  | Spacewatch             |
| 637367 | 2015 FB195               | 20 settembre 2007 | F. Kugel               |
| 637368 | 2015 FQ196               | 25 gennaio 2015   | Pan-STARRS             |
| 637369 | 2015 FS197               | 4 dicembre 2007   | Mount Lemmon Survey    |
| 637370 | 2015 FC204               | 13 agosto 2012    | Spacewatch             |
| 637371 | 2015 FJ204               | 9 ottobre 2007    | Spacewatch             |
| 637372 | 2015 FQ204               | 19 ottobre 1995   | Spacewatch             |
| 637373 | 2015 FW206               | 16 febbraio 2015  | Pan-STARRS             |
| 637374 | 2015 FK215               | 23 marzo 2015     | Mount Lemmon Survey    |
| 637375 | 2015 FU219               | 22 dicembre 2005  | Spacewatch             |
| 637376 | 2015 FK223               | 23 marzo 2015     | Pan-STARRS             |
| 637377 | 2015 FK231               | 1 novembre 2008   | Mount Lemmon Survey    |
| 637378 | 2015 FX232               | 29 aprile 2008    | Mount Lemmon Survey    |
| 637379 | 2015 FK236               | 11 novembre 2006  | Mount Lemmon Survey    |
| 637380 | 2015 FL237               | 5 aprile 2008     | Spacewatch             |
| 637381 | 2015 FY238               | 17 gennaio 2008   | Mount Lemmon Survey    |
| 637382 | 2015 FF241               | 3 aprile 2008     | Spacewatch             |
| 637383 | 2015 FB244               | 11 marzo 2008     | Mount Lemmon Survey    |
| 637384 | 2015 FE252               | 11 dicembre 2010  | Mount Lemmon Survey    |
| 637385 | 2015 FQ253               | 15 maggio 2012    | Pan-STARRS             |
| 637386 | 2015 FL254               | 23 marzo 2006     | Spacewatch             |
| 637387 | 2015 FW257               | 29 settembre 2008 | CSS                    |
| 637388 | 2015 FX257               | 31 dicembre 2013  | Spacewatch             |
| 637389 | 2015 FV265               | 30 gennaio 2008   | Spacewatch             |
| 637390 | 2015 FN272               | 12 maggio 2012    | Mount Lemmon Survey    |
| 637391 | 2015 FJ278               | 30 ottobre 2013   | Pan-STARRS             |
| 637392 | 2015 FQ278               | 30 dicembre 2007  | Mount Lemmon Survey    |
| 637393 | 2015 FS278               | 18 agosto 2009    | Spacewatch             |
| 637394 | 2015 FQ283               | 8 novembre 2008   | Mount Lemmon Survey    |
| 637395 | 2015 FU285               | 25 marzo 2015     | Pan-STARRS             |
| 637396 | 2015 FR287               | 16 giugno 2012    | Pan-STARRS             |
| 637397 | 2015 FV287               | 17 gennaio 2008   | Mount Lemmon Survey    |
| 637398 | 2015 FC288               | 18 luglio 2006    | SSS                    |
| 637399 | 2015 FU288               | 5 dicembre 2005   | Mount Lemmon Survey    |
| 637400 | 2015 FH295               | 17 novembre 2006  | Mount Lemmon Survey    |

## 637401–637500
| Nome   | Designazione provvisoria | Data di scoperta  | Scopritore               |
| ------ | ------------------------ | ----------------- | ------------------------ |
| 637401 | 2015 FQ295               | 31 marzo 2008     | Spacewatch               |
| 637402 | 2015 FP296               | 15 maggio 2005    | Mount Lemmon Survey      |
| 637403 | 2015 FR300               | 30 marzo 2004     | Spacewatch               |
| 637404 | 2015 FP303               | 9 febbraio 2005   | Spacewatch               |
| 637405 | 2015 FV307               | 16 ottobre 2009   | Mount Lemmon Survey      |
| 637406 | 2015 FF310               | 31 marzo 2008     | Spacewatch               |
| 637407 | 2015 FU311               | 30 marzo 2011     | W. Bickel                |
| 637408 | 2015 FA313               | 25 marzo 2015     | Pan-STARRS               |
| 637409 | 2015 FO315               | 28 settembre 2009 | Mount Lemmon Survey      |
| 637410 | 2015 FQ322               | 29 dicembre 2005  | NEAT                     |
| 637411 | 2015 FS326               | 16 settembre 2009 | CSS                      |
| 637412 | 2015 FF327               | 17 agosto 2001    | NEAT                     |
| 637413 | 2015 FZ328               | 8 ottobre 2012    | Pan-STARRS               |
| 637414 | 2015 FF331               | 28 febbraio 2008  | Mount Lemmon Survey      |
| 637415 | 2015 FG333               | 22 dicembre 2008  | Mount Lemmon Survey      |
| 637416 | 2015 FN333               | 13 febbraio 2008  | Spacewatch               |
| 637417 | 2015 FA334               | 6 novembre 1996   | Spacewatch               |
| 637418 | 2015 FM336               | 25 ottobre 2001   | SDSS Collaboration       |
| 637419 | 2015 FE337               | 25 dicembre 2013  | Mount Lemmon Survey      |
| 637420 | 2015 FK337               | 14 agosto 2001    | AMOS                     |
| 637421 | 2015 FP337               | 21 febbraio 2003  | NEAT                     |
| 637422 | 2015 FC338               | 13 marzo 2011     | Spacewatch               |
| 637423 | 2015 FR340               | 1 luglio 2011     | Spacewatch               |
| 637424 | 2015 FV342               | 14 ottobre 2001   | SDSS Collaboration       |
| 637425 | 2015 FX342               | 5 novembre 2007   | Spacewatch               |
| 637426 | 2015 FM343               | 29 novembre 2005  | CSS                      |
| 637427 | 2015 FO346               | 8 febbraio 2015   | Mount Lemmon Survey      |
| 637428 | 2015 FP346               | 12 gennaio 2008   | Spacewatch               |
| 637429 | 2015 FX352               | 21 novembre 2009  | Spacewatch               |
| 637430 | 2015 FM354               | 30 marzo 2003     | M. W. Buie, A. B. Jordan |
| 637431 | 2015 FL355               | 28 maggio 2008    | Mount Lemmon Survey      |
| 637432 | 2015 FJ356               | 5 settembre 2008  | Spacewatch               |
| 637433 | 2015 FZ356               | 30 settembre 2003 | Spacewatch               |
| 637434 | 2015 FB357               | 31 agosto 2005    | Spacewatch               |
| 637435 | 2015 FY358               | 14 marzo 2007     | Mount Lemmon Survey      |
| 637436 | 2015 FZ358               | 17 marzo 2015     | Pan-STARRS               |
| 637437 | 2015 FA360               | 25 dicembre 2013  | Mount Lemmon Survey      |
| 637438 | 2015 FL360               | 16 marzo 2004     | Spacewatch               |
| 637439 | 2015 FN361               | 2 febbraio 2001   | Spacewatch               |
| 637440 | 2015 FQ361               | 15 marzo 2008     | Mount Lemmon Survey      |
| 637441 | 2015 FM365               | 9 ottobre 2013    | Mount Lemmon Survey      |
| 637442 | 2015 FZ371               | 20 settembre 2007 | CSS                      |
| 637443 | 2015 FY372               | 14 gennaio 2002   | Spacewatch               |
| 637444 | 2015 FS373               | 28 gennaio 2014   | R. Holmes                |
| 637445 | 2015 FZ373               | 26 marzo 2004     | I. dell'Antonio          |
| 637446 | 2015 FG374               | 9 maggio 2004     | Spacewatch               |
| 637447 | 2015 FV374               | 15 gennaio 2008   | Spacewatch               |
| 637448 | 2015 FL382               | 30 agosto 2009    | W. Bickel                |
| 637449 | 2015 FW387               | 7 novembre 2012   | Pan-STARRS               |
| 637450 | 2015 FG389               | 22 gennaio 2015   | Pan-STARRS               |
| 637451 | 2015 FD397               | 28 agosto 2006    | Spacewatch               |
| 637452 | 2015 FT401               | 2 novembre 2007   | Mount Lemmon Survey      |
| 637453 | 2015 FR402               | 13 gennaio 2011   | Mount Lemmon Survey      |
| 637454 | 2015 FA403               | 15 ottobre 2012   | Pan-STARRS               |
| 637455 | 2015 FW404               | 25 febbraio 2011  | Mount Lemmon Survey      |
| 637456 | 2015 FY404               | 1 maggio 2001     | Spacewatch               |
| 637457 | 2015 FT406               | 1 aprile 2003     | SDSS Collaboration       |
| 637458 | 2015 FJ408               | 28 novembre 2013  | Mount Lemmon Survey      |
| 637459 | 2015 FQ408               | 17 agosto 2012    | ESA OGS                  |
| 637460 | 2015 FC409               | 22 marzo 2015     | Pan-STARRS               |
| 637461 | 2015 FZ414               | 8 marzo 2008      | Spacewatch               |
| 637462 | 2015 FX425               | 4 marzo 2008      | Mount Lemmon Survey      |
| 637463 | 2015 FE427               | 14 agosto 2012    | Pan-STARRS               |
| 637464 | 2015 FQ430               | 14 agosto 2012    | Pan-STARRS               |
| 637465 | 2015 FU431               | 6 aprile 2011     | Mount Lemmon Survey      |
| 637466 | 2015 FW437               | 21 marzo 2015     | Pan-STARRS               |
| 637467 | 2015 FB440               | 25 marzo 2015     | Pan-STARRS               |
| 637468 | 2015 FS443               | 27 marzo 2015     | Pan-STARRS               |
| 637469 | 2015 FP449               | 9 ottobre 2013    | Spacewatch               |
| 637470 | 2015 FT460               | 18 marzo 2015     | Pan-STARRS               |
| 637471 | 2015 FE466               | 2 gennaio 2009    | Spacewatch               |
| 637472 | 2015 GJ4                 | 29 febbraio 2004  | Spacewatch               |
| 637473 | 2015 GL4                 | 27 marzo 2015     | Spacewatch               |
| 637474 | 2015 GX16                | 10 ottobre 2007   | Mount Lemmon Survey      |
| 637475 | 2015 GE17                | 4 dicembre 2007   | Spacewatch               |
| 637476 | 2015 GP17                | 16 agosto 2009    | Spacewatch               |
| 637477 | 2015 GU19                | 6 ottobre 2005    | Spacewatch               |
| 637478 | 2015 GN25                | 22 marzo 2015     | Pan-STARRS               |
| 637479 | 2015 GT28                | 27 febbraio 2008  | Mount Lemmon Survey      |
| 637480 | 2015 GC29                | 24 marzo 2006     | Mount Lemmon Survey      |
| 637481 | 2015 GW29                | 11 ottobre 2007   | Mount Lemmon Survey      |
| 637482 | 2015 GB30                | 18 gennaio 2005   | Spacewatch               |
| 637483 | 2015 GR35                | 5 aprile 2002     | NEAT                     |
| 637484 | 2015 GY35                | 27 settembre 2006 | Spacewatch               |
| 637485 | 2015 GZ35                | 2 ottobre 2008    | Mount Lemmon Survey      |
| 637486 | 2015 GY37                | 23 ottobre 2003   | Spacewatch               |
| 637487 | 2015 GQ38                | 12 novembre 2013  | Mount Lemmon Survey      |
| 637488 | 2015 GX39                | 15 aprile 2015    | Pan-STARRS               |
| 637489 | 2015 GW40                | 1 gennaio 2014    | Spacewatch               |
| 637490 | 2015 GT45                | 6 aprile 2008     | Mount Lemmon Survey      |
| 637491 | 2015 GA47                | 25 marzo 2015     | Pan-STARRS               |
| 637492 | 2015 GV47                | 3 luglio 2005     | NEAT                     |
| 637493 | 2015 GF49                | 11 dicembre 2013  | Pan-STARRS               |
| 637494 | 2015 GW50                | 30 maggio 2003    | M. W. Buie, K. J. Meech  |
| 637495 | 2015 GX50                | 17 ottobre 2010   | Mount Lemmon Survey      |
| 637496 | 2015 GT65                | 9 aprile 2015     | Mount Lemmon Survey      |
| 637497 | 2015 GP66                | 10 aprile 2015    | Mount Lemmon Survey      |
| 637498 | 2015 HD4                 | 21 giugno 2007    | Mount Lemmon Survey      |
| 637499 | 2015 HM5                 | 30 luglio 2008    | Spacewatch               |
| 637500 | 2015 HK11                | 12 febbraio 2000  | SDSS Collaboration       |

## 637501–637600
| Nome   | Designazione provvisoria | Data di scoperta  | Scopritore                   |
| ------ | ------------------------ | ----------------- | ---------------------------- |
| 637501 | 2015 HQ14                | 26 febbraio 2000  | Spacewatch                   |
| 637502 | 2015 HC18                | 25 settembre 2008 | Mount Lemmon Survey          |
| 637503 | 2015 HD18                | 14 gennaio 2011   | Mount Lemmon Survey          |
| 637504 | 2015 HF20                | 27 marzo 2015     | Spacewatch                   |
| 637505 | 2015 HW20                | 12 maggio 2005    | Mount Lemmon Survey          |
| 637506 | 2015 HP23                | 21 ottobre 2006   | Mount Lemmon Survey          |
| 637507 | 2015 HG27                | 24 dicembre 2013  | Mount Lemmon Survey          |
| 637508 | 2015 HR27                | 15 marzo 2004     | Spacewatch                   |
| 637509 | 2015 HA30                | 18 marzo 2015     | Pan-STARRS                   |
| 637510 | 2015 HD31                | 30 gennaio 2008   | Spacewatch                   |
| 637511 | 2015 HX32                | 17 novembre 1999  | Spacewatch                   |
| 637512 | 2015 HA33                | 21 ottobre 2006   | Mount Lemmon Survey          |
| 637513 | 2015 HJ39                | 13 dicembre 2006  | Spacewatch                   |
| 637514 | 2015 HA40                | 23 marzo 2009     | Mount Lemmon Survey          |
| 637515 | 2015 HU41                | 14 aprile 2004    | LONEOS                       |
| 637516 | 2015 HB42                | 14 ottobre 1998   | Spacewatch                   |
| 637517 | 2015 HO42                | 22 agosto 2001    | LINEAR                       |
| 637518 | 2015 HN48                | 29 gennaio 2009   | Spacewatch                   |
| 637519 | 2015 HE50                | 11 febbraio 2004  | Spacewatch                   |
| 637520 | 2015 HL50                | 14 ottobre 2012   | CSS                          |
| 637521 | 2015 HZ51                | 17 novembre 2006  | Mount Lemmon Survey          |
| 637522 | 2015 HM54                | 9 settembre 1999  | LINEAR                       |
| 637523 | 2015 HL55                | 27 agosto 2006    | Spacewatch                   |
| 637524 | 2015 HP55                | 25 agosto 2012    | Pan-STARRS                   |
| 637525 | 2015 HD56                | 6 agosto 2005     | NEAT                         |
| 637526 | 2015 HH56                | 21 marzo 2004     | Spacewatch                   |
| 637527 | 2015 HD58                | 8 agosto 2012     | Pan-STARRS                   |
| 637528 | 2015 HU58                | 30 agosto 2005    | Spacewatch                   |
| 637529 | 2015 HX58                | 29 ottobre 2008   | Mount Lemmon Survey          |
| 637530 | 2015 HB59                | 18 aprile 2015    | Pan-STARRS                   |
| 637531 | 2015 HO59                | 24 febbraio 2014  | Pan-STARRS                   |
| 637532 | 2015 HT62                | 28 settembre 2006 | Mount Lemmon Survey          |
| 637533 | 2015 HX62                | 6 febbraio 2007   | Spacewatch                   |
| 637534 | 2015 HS64                | 18 marzo 2015     | Pan-STARRS                   |
| 637535 | 2015 HE65                | 13 novembre 2002  | Spacewatch                   |
| 637536 | 2015 HW75                | 1 maggio 2003     | Spacewatch                   |
| 637537 | 2015 HP76                | 9 ottobre 2008    | Mount Lemmon Survey          |
| 637538 | 2015 HT76                | 23 aprile 2015    | Pan-STARRS                   |
| 637539 | 2015 HG77                | 11 febbraio 2004  | NEAT                         |
| 637540 | 2015 HN78                | 23 aprile 2015    | Pan-STARRS                   |
| 637541 | 2015 HD79                | 14 settembre 2009 | Spacewatch                   |
| 637542 | 2015 HM83                | 29 novembre 2013  | Mount Lemmon Survey          |
| 637543 | 2015 HN83                | 13 gennaio 2011   | Mount Lemmon Survey          |
| 637544 | 2015 HY85                | 5 luglio 2005     | NEAT                         |
| 637545 | 2015 HL89                | 1 ottobre 2008    | Mount Lemmon Survey          |
| 637546 | 2015 HO89                | 29 ottobre 2005   | Mount Lemmon Survey          |
| 637547 | 2015 HX89                | 14 maggio 2004    | Spacewatch                   |
| 637548 | 2015 HT91                | 23 ottobre 2009   | Mount Lemmon Survey          |
| 637549 | 2015 HE94                | 31 agosto 2005    | NEAT                         |
| 637550 | 2015 HS108               | 23 febbraio 2015  | Pan-STARRS                   |
| 637551 | 2015 HJ109               | 9 gennaio 2014    | Mount Lemmon Survey          |
| 637552 | 2015 HD113               | 18 ottobre 2007   | Spacewatch                   |
| 637553 | 2015 HC116               | 3 luglio 2005     | Mount Lemmon Survey          |
| 637554 | 2015 HX126               | 25 maggio 2003    | P. R. Holvorcem, M. Schwartz |
| 637555 | 2015 HW127               | 19 marzo 2015     | Pan-STARRS                   |
| 637556 | 2015 HR129               | 14 settembre 2006 | Spacewatch                   |
| 637557 | 2015 HB133               | 14 agosto 2012    | Pan-STARRS                   |
| 637558 | 2015 HW134               | 20 settembre 2008 | Mount Lemmon Survey          |
| 637559 | 2015 HT139               | 20 settembre 2011 | Mount Lemmon Survey          |
| 637560 | 2015 HY143               | 14 dicembre 2010  | Mount Lemmon Survey          |
| 637561 | 2015 HZ144               | 14 aprile 2015    | Mount Lemmon Survey          |
| 637562 | 2015 HB146               | 28 novembre 2013  | Mount Lemmon Survey          |
| 637563 | 2015 HD147               | 17 giugno 2005    | Mount Lemmon Survey          |
| 637564 | 2015 HN148               | 4 luglio 2005     | NEAT                         |
| 637565 | 2015 HJ149               | 27 marzo 2004     | LINEAR                       |
| 637566 | 2015 HU152               | 24 agosto 2007    | Spacewatch                   |
| 637567 | 2015 HN155               | 13 marzo 2005     | Spacewatch                   |
| 637568 | 2015 HP155               | 18 dicembre 2007  | Spacewatch                   |
| 637569 | 2015 HZ155               | 29 gennaio 2011   | Mount Lemmon Survey          |
| 637570 | 2015 HH159               | 27 dicembre 2013  | Mount Lemmon Survey          |
| 637571 | 2015 HJ159               | 7 luglio 2002     | Spacewatch                   |
| 637572 | 2015 HV159               | 13 febbraio 2008  | Spacewatch                   |
| 637573 | 2015 HH163               | 9 novembre 2009   | Mount Lemmon Survey          |
| 637574 | 2015 HJ167               | 29 marzo 2008     | Spacewatch                   |
| 637575 | 2015 HZ170               | 19 aprile 2004    | Spacewatch                   |
| 637576 | 2015 HW171               | 28 agosto 2002    | NEAT                         |
| 637577 | 2015 HG173               | 22 aprile 2004    | Spacewatch                   |
| 637578 | 2015 HP173               | 24 novembre 2003  | Spacewatch                   |
| 637579 | 2015 HR173               | 7 aprile 2010     | Osservatorio Jarnac          |
| 637580 | 2015 HM174               | 5 aprile 2002     | NEAT                         |
| 637581 | 2015 HR175               | 14 agosto 2012    | Pan-STARRS                   |
| 637582 | 2015 HJ176               | 4 maggio 2008     | Spacewatch                   |
| 637583 | 2015 HM178               | 6 agosto 2005     | NEAT                         |
| 637584 | 2015 HU178               | 17 agosto 2012    | Pan-STARRS                   |
| 637585 | 2015 HZ178               | 29 gennaio 2011   | Spacewatch                   |
| 637586 | 2015 HN180               | 9 novembre 2009   | Mount Lemmon Survey          |
| 637587 | 2015 HC181               | 13 settembre 2005 | Spacewatch                   |
| 637588 | 2015 HE181               | 16 gennaio 2005   | Spacewatch                   |
| 637589 | 2015 HS181               | 27 novembre 2013  | Pan-STARRS                   |
| 637590 | 2015 HZ185               | 1 gennaio 2008    | Mount Lemmon Survey          |
| 637591 | 2015 HZ186               | 3 febbraio 2009   | Spacewatch                   |
| 637592 | 2015 HV187               | 25 aprile 2015    | Pan-STARRS                   |
| 637593 | 2015 HE188               | 13 marzo 2010     | Spacewatch                   |
| 637594 | 2015 HV188               | 18 aprile 2015    | Pan-STARRS                   |
| 637595 | 2015 HN191               | 23 aprile 2015    | Pan-STARRS 2                 |
| 637596 | 2015 HB209               | 25 aprile 2015    | Pan-STARRS                   |
| 637597 | 2015 HR219               | 24 febbraio 2014  | Pan-STARRS                   |
| 637598 | 2015 HL286               | 18 aprile 2015    | CTIO-DECam                   |
| 637599 | 2015 JE                  | 19 maggio 2004    | Spacewatch                   |
| 637600 | 2015 JA4                 | 31 agosto 2005    | Spacewatch                   |

## 637601–637700
| Nome   | Designazione provvisoria | Data di scoperta  | Scopritore                    |
| ------ | ------------------------ | ----------------- | ----------------------------- |
| 637601 | 2015 JB9                 | 17 marzo 2004     | Spacewatch                    |
| 637602 | 2015 JG9                 | 15 maggio 2015    | Pan-STARRS                    |
| 637603 | 2015 JM9                 | 20 maggio 2005    | Mount Lemmon Survey           |
| 637604 | 2015 JQ9                 | 6 novembre 2012   | Mount Lemmon Survey           |
| 637605 | 2015 JA10                | 16 marzo 2007     | Mount Lemmon Survey           |
| 637606 | 2015 KG5                 | 8 ottobre 2012    | Pan-STARRS                    |
| 637607 | 2015 KK5                 | 13 luglio 2001    | NEAT                          |
| 637608 | 2015 KM5                 | 3 gennaio 2009    | Mount Lemmon Survey           |
| 637609 | 2015 KB6                 | 9 gennaio 2006    | Spacewatch                    |
| 637610 | 2015 KZ6                 | 15 agosto 2009    | Spacewatch                    |
| 637611 | 2015 KY8                 | 3 aprile 2011     | Pan-STARRS                    |
| 637612 | 2015 KX9                 | 13 aprile 2011    | Mount Lemmon Survey           |
| 637613 | 2015 KN15                | 19 marzo 2004     | NEAT                          |
| 637614 | 2015 KR17                | 23 aprile 2015    | Pan-STARRS                    |
| 637615 | 2015 KN20                | 29 aprile 2008    | Spacewatch                    |
| 637616 | 2015 KW20                | 18 maggio 2015    | Pan-STARRS                    |
| 637617 | 2015 KV22                | 11 maggio 2005    | CSS                           |
| 637618 | 2015 KZ23                | 30 maggio 2008    | Mount Lemmon Survey           |
| 637619 | 2015 KD24                | 18 maggio 2015    | Pan-STARRS                    |
| 637620 | 2015 KQ24                | 13 ottobre 2006   | Spacewatch                    |
| 637621 | 2015 KM27                | 14 settembre 1994 | Spacewatch                    |
| 637622 | 2015 KQ27                | 7 ottobre 2013    | Mount Lemmon Survey           |
| 637623 | 2015 KD30                | 3 ottobre 2013    | Mount Lemmon Survey           |
| 637624 | 2015 KG30                | 7 febbraio 2011   | Mount Lemmon Survey           |
| 637625 | 2015 KW32                | 11 maggio 2015    | Mount Lemmon Survey           |
| 637626 | 2015 KX32                | 3 novembre 2007   | Spacewatch                    |
| 637627 | 2015 KK33                | 9 settembre 2007  | Spacewatch                    |
| 637628 | 2015 KM34                | 11 marzo 2005     | Mount Lemmon Survey           |
| 637629 | 2015 KO35                | 19 dicembre 2004  | Mount Lemmon Survey           |
| 637630 | 2015 KZ37                | 6 aprile 2011     | Mount Lemmon Survey           |
| 637631 | 2015 KW43                | 1 dicembre 2006   | Mount Lemmon Survey           |
| 637632 | 2015 KD48                | 6 luglio 2005     | Spacewatch                    |
| 637633 | 2015 KG48                | 22 settembre 2012 | Spacewatch                    |
| 637634 | 2015 KD49                | 29 agosto 2006    | Spacewatch                    |
| 637635 | 2015 KB50                | 14 marzo 2011     | Spacewatch                    |
| 637636 | 2015 KA52                | 20 maggio 2015    | Pan-STARRS                    |
| 637637 | 2015 KM54                | 20 settembre 2009 | Spacewatch                    |
| 637638 | 2015 KK56                | 29 marzo 2008     | Spacewatch                    |
| 637639 | 2015 KY58                | 15 marzo 2007     | Mount Lemmon Survey           |
| 637640 | 2015 KH60                | 8 aprile 2002     | NEAT                          |
| 637641 | 2015 KZ63                | 21 maggio 2015    | Pan-STARRS                    |
| 637642 | 2015 KJ64                | 2 dicembre 2010   | Mount Lemmon Survey           |
| 637643 | 2015 KX65                | 5 dicembre 2007   | Mount Lemmon Survey           |
| 637644 | 2015 KA68                | 13 giugno 2004    | Spacewatch                    |
| 637645 | 2015 KU69                | 21 maggio 2015    | Pan-STARRS                    |
| 637646 | 2015 KR75                | 11 novembre 2007  | Mount Lemmon Survey           |
| 637647 | 2015 KZ76                | 26 dicembre 2013  | Mount Lemmon Survey           |
| 637648 | 2015 KX77                | 18 maggio 2015    | Mount Lemmon Survey           |
| 637649 | 2015 KK80                | 13 gennaio 2008   | Spacewatch                    |
| 637650 | 2015 KN80                | 3 ottobre 2006    | Mount Lemmon Survey           |
| 637651 | 2015 KA85                | 16 gennaio 2008   | Spacewatch                    |
| 637652 | 2015 KS86                | 27 aprile 2008    | Mount Lemmon Survey           |
| 637653 | 2015 KU86                | 2 marzo 2009      | Mount Lemmon Survey           |
| 637654 | 2015 KQ89                | 28 settembre 2003 | LONEOS                        |
| 637655 | 2015 KY91                | 9 luglio 2011     | R. Holmes                     |
| 637656 | 2015 KS92                | 31 agosto 2005    | NEAT                          |
| 637657 | 2015 KU92                | 23 settembre 2011 | Spacewatch                    |
| 637658 | 2015 KF99                | 20 ottobre 2012   | Mount Lemmon Survey           |
| 637659 | 2015 KY99                | 7 novembre 2012   | Pan-STARRS                    |
| 637660 | 2015 KA100               | 19 marzo 2009     | W. Bickel                     |
| 637661 | 2015 KW100               | 20 settembre 2011 | Spacewatch                    |
| 637662 | 2015 KG101               | 21 maggio 2015    | Pan-STARRS                    |
| 637663 | 2015 KW102               | 8 dicembre 1996   | Spacewatch                    |
| 637664 | 2015 KR103               | 13 dicembre 2012  | Mount Lemmon Survey           |
| 637665 | 2015 KE106               | 25 marzo 2003     | Spacewatch                    |
| 637666 | 2015 KL106               | 3 maggio 2008     | Mount Lemmon Survey           |
| 637667 | 2015 KW107               | 6 agosto 2005     | NEAT                          |
| 637668 | 2015 KP110               | 26 novembre 2003  | Spacewatch                    |
| 637669 | 2015 KT113               | 18 dicembre 2007  | Mount Lemmon Survey           |
| 637670 | 2015 KQ116               | 7 ottobre 2012    | Pan-STARRS                    |
| 637671 | 2015 KE117               | 25 novembre 2000  | LINEAR                        |
| 637672 | 2015 KE119               | 29 novembre 2013  | Spacewatch                    |
| 637673 | 2015 KG125               | 30 aprile 2011    | Mount Lemmon Survey           |
| 637674 | 2015 KO125               | 4 febbraio 2000   | Spacewatch                    |
| 637675 | 2015 KX126               | 25 aprile 2015    | Pan-STARRS                    |
| 637676 | 2015 KX133               | 22 maggio 2001    | J. L. Elliot, L. H. Wasserman |
| 637677 | 2015 KC136               | 13 settembre 2007 | Spacewatch                    |
| 637678 | 2015 KW136               | 27 aprile 2008    | Mount Lemmon Survey           |
| 637679 | 2015 KE137               | 10 febbraio 2008  | Spacewatch                    |
| 637680 | 2015 KL137               | 31 ottobre 2006   | Spacewatch                    |
| 637681 | 2015 KO138               | 18 maggio 2015    | Pan-STARRS 2                  |
| 637682 | 2015 KV138               | 22 aprile 2009    | Mount Lemmon Survey           |
| 637683 | 2015 KM143               | 18 maggio 2015    | Pan-STARRS!Pan-STARRS 2       |
| 637684 | 2015 KP145               | 2 marzo 2009      | Mount Lemmon Survey           |
| 637685 | 2015 KQ147               | 28 gennaio 2014   | Spacewatch                    |
| 637686 | 2015 KP149               | 13 settembre 2005 | CSS                           |
| 637687 | 2015 KU151               | 21 ottobre 2012   | Mount Lemmon Survey           |
| 637688 | 2015 KW160               | 20 ottobre 2007   | Mount Lemmon Survey           |
| 637689 | 2015 KZ162               | 9 gennaio 2014    | Mount Lemmon Survey           |
| 637690 | 2015 KB168               | 20 maggio 2015    | Pan-STARRS                    |
| 637691 | 2015 KC168               | 13 settembre 2007 | Mount Lemmon Survey           |
| 637692 | 2015 KE168               | 21 maggio 2015    | Pan-STARRS                    |
| 637693 | 2015 KH168               | 26 febbraio 2007  | Mount Lemmon Survey           |
| 637694 | 2015 KK168               | 18 maggio 2015    | Pan-STARRS 2                  |
| 637695 | 2015 KO168               | 20 maggio 2010    | Mount Lemmon Survey           |
| 637696 | 2015 KZ178               | 23 gennaio 2014   | Mount Lemmon Survey           |
| 637697 | 2015 KZ202               | 29 aprile 2015    | M. Altmann, T. Prusti         |
| 637698 | 2015 KW206               | 14 settembre 2007 | Mount Lemmon Survey           |
| 637699 | 2015 KO366               | 25 settembre 2016 | Mount Lemmon Survey           |
| 637700 | 2015 KW368               | 21 maggio 2015    | Pan-STARRS                    |

## 637701–637800
| Nome   | Designazione provvisoria | Data di scoperta  | Scopritore                      |
| ------ | ------------------------ | ----------------- | ------------------------------- |
| 637701 | 2015 LK5                 | 19 dicembre 2007  | Mount Lemmon Survey             |
| 637702 | 2015 LC9                 | 4 dicembre 1996   | Spacewatch                      |
| 637703 | 2015 LQ9                 | 19 marzo 2007     | Mount Lemmon Survey             |
| 637704 | 2015 LF11                | 26 settembre 2003 | NEAT                            |
| 637705 | 2015 LF15                | 10 ottobre 2004   | NEAT                            |
| 637706 | 2015 LJ15                | 28 giugno 2005    | Spacewatch                      |
| 637707 | 2015 LV15                | 15 marzo 2007     | Spacewatch                      |
| 637708 | 2015 LD18                | 23 settembre 2011 | Spacewatch                      |
| 637709 | 2015 LE18                | 25 agosto 2012    | Spacewatch                      |
| 637710 | 2015 LC19                | 21 ottobre 2012   | Mount Lemmon Survey             |
| 637711 | 2015 LQ19                | 19 settembre 2012 | Mount Lemmon Survey             |
| 637712 | 2015 LL26                | 26 aprile 2011    | Mount Lemmon Survey             |
| 637713 | 2015 LZ29                | 20 ottobre 2003   | NEAT                            |
| 637714 | 2015 LL34                | 22 giugno 2011    | M. Schwartz, P. R. Holvorcem    |
| 637715 | 2015 LP36                | 4 marzo 2011      | Mount Lemmon Survey             |
| 637716 | 2015 LS36                | 29 dicembre 2008  | Mount Lemmon Survey             |
| 637717 | 2015 LV39                | 1 settembre 2002  | NEAT                            |
| 637718 | 2015 LE40                | 10 ottobre 2010   | Mount Lemmon Survey             |
| 637719 | 2015 LL43                | 21 dicembre 2008  | Mount Lemmon Survey             |
| 637720 | 2015 MQ3                 | 25 maggio 2015    | Pan-STARRS                      |
| 637721 | 2015 MY10                | 28 febbraio 2014  | Pan-STARRS                      |
| 637722 | 2015 MQ16                | 18 aprile 2015    | Pan-STARRS                      |
| 637723 | 2015 MR16                | 1 aprile 2015     | Pan-STARRS                      |
| 637724 | 2015 MA17                | 6 marzo 2011      | Mount Lemmon Survey             |
| 637725 | 2015 MC17                | 24 aprile 2015    | Pan-STARRS                      |
| 637726 | 2015 MM18                | 22 marzo 2015     | Pan-STARRS                      |
| 637727 | 2015 MX18                | 20 febbraio 2009  | Spacewatch                      |
| 637728 | 2015 MF19                | 4 settembre 2011  | Pan-STARRS                      |
| 637729 | 2015 MX19                | 28 dicembre 2003  | Spacewatch                      |
| 637730 | 2015 MR25                | 9 ottobre 2010    | Mount Lemmon Survey             |
| 637731 | 2015 MV29                | 18 aprile 2015    | Pan-STARRS                      |
| 637732 | 2015 MY29                | 27 ottobre 2009   | Mount Lemmon Survey             |
| 637733 | 2015 MB30                | 27 settembre 2006 | Spacewatch                      |
| 637734 | 2015 MQ30                | 20 settembre 2011 | Mount Lemmon Survey             |
| 637735 | 2015 MP33                | 14 ottobre 2012   | Mount Lemmon Survey             |
| 637736 | 2015 MK36                | 29 luglio 2005    | NEAT                            |
| 637737 | 2015 MW36                | 30 marzo 2015     | Pan-STARRS                      |
| 637738 | 2015 ML41                | 2 gennaio 2011    | Mount Lemmon Survey             |
| 637739 | 2015 MD42                | 21 novembre 2003  | Spacewatch                      |
| 637740 | 2015 MJ45                | 17 giugno 2015    | Pan-STARRS                      |
| 637741 | 2015 MA47                | 25 dicembre 2005  | Spacewatch                      |
| 637742 | 2015 MO51                | 1 agosto 2011     | Pan-STARRS                      |
| 637743 | 2015 MX54                | 18 settembre 2011 | Mount Lemmon Survey             |
| 637744 | 2015 MV58                | 5 gennaio 2000    | Spacewatch                      |
| 637745 | 2015 MF59                | 24 agosto 2006    | NEAT                            |
| 637746 | 2015 MN59                | 31 ottobre 2008   | Spacewatch                      |
| 637747 | 2015 MR64                | 3 aprile 2003     | Cerro Tololo Obs.               |
| 637748 | 2015 MZ66                | 6 ottobre 2004    | NEAT                            |
| 637749 | 2015 MP68                | 16 gennaio 2004   | Spacewatch                      |
| 637750 | 2015 MT68                | 19 maggio 2015    | Pan-STARRS                      |
| 637751 | 2015 MS69                | 22 aprile 1998    | LINEAR                          |
| 637752 | 2015 MF70                | 28 gennaio 2014   | Spacewatch                      |
| 637753 | 2015 ME74                | 12 novembre 2012  | Mount Lemmon Survey             |
| 637754 | 2015 MW81                | 8 maggio 2011     | Spacewatch                      |
| 637755 | 2015 MO86                | 6 settembre 2008  | Spacewatch                      |
| 637756 | 2015 MZ90                | 6 agosto 2005     | NEAT                            |
| 637757 | 2015 MD92                | 22 giugno 2015    | Pan-STARRS 2                    |
| 637758 | 2015 MA98                | 31 gennaio 2006   | Spacewatch                      |
| 637759 | 2015 MR98                | 18 giugno 2015    | Pan-STARRS                      |
| 637760 | 2015 MV101               | 13 aprile 2011    | Pan-STARRS                      |
| 637761 | 2015 MS106               | 30 dicembre 2007  | Spacewatch                      |
| 637762 | 2015 MP108               | 11 maggio 2003    | Spacewatch                      |
| 637763 | 2015 MR108               | 29 settembre 2008 | Spacewatch                      |
| 637764 | 2015 MM129               | 12 dicembre 2004  | Spacewatch                      |
| 637765 | 2015 MT138               | 23 agosto 2004    | Spacewatch                      |
| 637766 | 2015 MZ141               | 11 ottobre 2012   | Pan-STARRS                      |
| 637767 | 2015 MB148               | 27 giugno 2015    | Pan-STARRS                      |
| 637768 | 2015 MJ149               | 1 giugno 2011     | ESA OGS                         |
| 637769 | 2015 MF150               | 27 ottobre 2006   | CSS                             |
| 637770 | 2015 MJ163               | 16 giugno 2015    | Mount Lemmon Survey             |
| 637771 | 2015 MW176               | 3 dicembre 2010   | Mount Lemmon Survey             |
| 637772 | 2015 NW                  | 9 febbraio 2008   | Mount Lemmon Survey             |
| 637773 | 2015 NM2                 | 12 marzo 2010     | Spacewatch                      |
| 637774 | 2015 NV3                 | 7 ottobre 2005    | Osservatorio di Mauna Kea       |
| 637775 | 2015 NZ3                 | 11 ottobre 2004   | L. H. Wasserman, J. R. Lovering |
| 637776 | 2015 NC5                 | 10 gennaio 2013   | Pan-STARRS                      |
| 637777 | 2015 NT12                | 25 giugno 2011    | M. Schwartz, P. R. Holvorcem    |
| 637778 | 2015 NA15                | 29 marzo 2009     | Mount Lemmon Survey             |
| 637779 | 2015 NK19                | 25 agosto 2005    | NEAT                            |
| 637780 | 2015 NN19                | 19 giugno 2006    | Mount Lemmon Survey             |
| 637781 | 2015 ND20                | 31 dicembre 2007  | Spacewatch                      |
| 637782 | 2015 NV20                | 14 novembre 2012  | Spacewatch                      |
| 637783 | 2015 NK22                | 17 febbraio 2007  | Spacewatch                      |
| 637784 | 2015 NL22                | 29 agosto 2006    | Spacewatch                      |
| 637785 | 2015 NZ26                | 16 gennaio 2009   | Spacewatch                      |
| 637786 | 2015 OP1                 | 20 luglio 2003    | NEAT                            |
| 637787 | 2015 OX2                 | 22 ottobre 2008   | Spacewatch                      |
| 637788 | 2015 OP5                 | 1 maggio 2003     | Spacewatch                      |
| 637789 | 2015 OP6                 | 4 aprile 2003     | Spacewatch                      |
| 637790 | 2015 OS16                | 3 novembre 2008   | Mount Lemmon Survey             |
| 637791 | 2015 OE18                | 7 novembre 2002   | Kitt Peak Obs.                  |
| 637792 | 2015 OQ20                | 8 novembre 2009   | Spacewatch                      |
| 637793 | 2015 OB23                | 23 luglio 2003    | NEAT                            |
| 637794 | 2015 OO23                | 5 agosto 2003     | Spacewatch                      |
| 637795 | 2015 OH24                | 26 agosto 2000    | LINEAR                          |
| 637796 | 2015 OE26                | 6 febbraio 2002   | R. Millis, M. W. Buie           |
| 637797 | 2015 OF28                | 31 luglio 2011    | Pan-STARRS                      |
| 637798 | 2015 OZ30                | 21 ottobre 2006   | Osservatorio Lulin              |
| 637799 | 2015 OE31                | 19 settembre 2003 | NEAT                            |
| 637800 | 2015 OU32                | 30 maggio 2015    | Pan-STARRS                      |

## 637801–637900
| Nome   | Designazione provvisoria | Data di scoperta  | Scopritore                   |
| ------ | ------------------------ | ----------------- | ---------------------------- |
| 637801 | 2015 OC33                | 29 aprile 2014    | Mount Lemmon Survey          |
| 637802 | 2015 OK36                | 3 maggio 2003     | Spacewatch                   |
| 637803 | 2015 OM38                | 25 marzo 2003     | NEAT                         |
| 637804 | 2015 OO38                | 19 marzo 2009     | Spacewatch                   |
| 637805 | 2015 OJ42                | 27 giugno 2015    | Pan-STARRS                   |
| 637806 | 2015 OG45                | 8 settembre 2011  | Pan-STARRS                   |
| 637807 | 2015 OC49                | 27 aprile 2003    | LONEOS                       |
| 637808 | 2015 OB52                | 26 ottobre 2011   | Pan-STARRS                   |
| 637809 | 2015 OZ64                | 10 marzo 2007     | CSS                          |
| 637810 | 2015 OF67                | 17 febbraio 2001  | P. R. Holvorcem, M. Schwartz |
| 637811 | 2015 OO68                | 11 settembre 2004 | Spacewatch                   |
| 637812 | 2015 OA69                | 11 settembre 2005 | Spacewatch                   |
| 637813 | 2015 OQ69                | 2 gennaio 2006    | Mount Lemmon Survey          |
| 637814 | 2015 OQ70                | 23 settembre 2008 | Mount Lemmon Survey          |
| 637815 | 2015 OS70                | 31 dicembre 2013  | Spacewatch                   |
| 637816 | 2015 OO77                | 7 novembre 2007   | CSS                          |
| 637817 | 2015 OM78                | 3 dicembre 2005   | Osservatorio di Mauna Kea    |
| 637818 | 2015 OA85                | 13 maggio 2005    | SSS                          |
| 637819 | 2015 OT86                | 9 aprile 2010     | Spacewatch                   |
| 637820 | 2015 OZ86                | 4 settembre 2011  | Pan-STARRS                   |
| 637821 | 2015 OP87                | 12 novembre 2007  | Mount Lemmon Survey          |
| 637822 | 2015 OV87                | 7 febbraio 2002   | NEAT                         |
| 637823 | 2015 OE90                | 10 gennaio 2013   | Pan-STARRS                   |
| 637824 | 2015 OT90                | 19 settembre 2011 | Pan-STARRS                   |
| 637825 | 2015 OZ90                | 19 settembre 2007 | Spacewatch                   |
| 637826 | 2015 OB91                | 27 ottobre 2008   | Mount Lemmon Survey          |
| 637827 | 2015 OY94                | 23 maggio 2014    | Pan-STARRS                   |
| 637828 | 2015 OE95                | 4 ottobre 2002    | LINEAR                       |
| 637829 | 2015 OE100               | 24 ottobre 2011   | Pan-STARRS                   |
| 637830 | 2015 OQ102               | 25 luglio 2015    | Pan-STARRS                   |
| 637831 | 2015 OH105               | 11 ottobre 2007   | Mount Lemmon Survey          |
| 637832 | 2015 OQ128               | 19 luglio 2015    | Pan-STARRS                   |
| 637833 | 2015 OX172               | 24 luglio 2015    | Pan-STARRS                   |
| 637834 | 2015 PV3                 | 20 settembre 2003 | NEAT                         |
| 637835 | 2015 PC6                 | 28 luglio 2015    | Pan-STARRS                   |
| 637836 | 2015 PF7                 | 18 marzo 2015     | Pan-STARRS                   |
| 637837 | 2015 PV8                 | 20 luglio 2007    | Osservatorio Lulin           |
| 637838 | 2015 PY9                 | 6 dicembre 2008   | Spacewatch                   |
| 637839 | 2015 PR15                | 8 agosto 2015     | Pan-STARRS                   |
| 637840 | 2015 PF18                | 7 settembre 2011  | Spacewatch                   |
| 637841 | 2015 PT21                | 17 novembre 2001  | AMOS                         |
| 637842 | 2015 PU21                | 24 febbraio 2014  | Pan-STARRS                   |
| 637843 | 2015 PJ28                | 17 settembre 2010 | Mount Lemmon Survey          |
| 637844 | 2015 PL35                | 29 gennaio 2009   | Mount Lemmon Survey          |
| 637845 | 2015 PT35                | 15 settembre 2004 | Spacewatch                   |
| 637846 | 2015 PY35                | 16 febbraio 2004  | Spacewatch                   |
| 637847 | 2015 PM36                | 14 novembre 2007  | Mount Lemmon Survey          |
| 637848 | 2015 PF39                | 22 febbraio 2014  | Mount Lemmon Survey          |
| 637849 | 2015 PD45                | 24 agosto 2011    | Pan-STARRS                   |
| 637850 | 2015 PC47                | 21 settembre 1995 | Spacewatch                   |
| 637851 | 2015 PG51                | 12 aprile 2002    | NEAT                         |
| 637852 | 2015 PH53                | 9 agosto 2015     | Pan-STARRS                   |
| 637853 | 2015 PW55                | 9 agosto 2015     | Pan-STARRS                   |
| 637854 | 2015 PP59                | 7 aprile 2000     | Spacewatch                   |
| 637855 | 2015 PH62                | 1 giugno 2006     | Spacewatch                   |
| 637856 | 2015 PR67                | 21 novembre 2008  | Spacewatch                   |
| 637857 | 2015 PR69                | 30 dicembre 2013  | Mount Lemmon Survey          |
| 637858 | 2015 PD72                | 10 gennaio 2007   | Spacewatch                   |
| 637859 | 2015 PE74                | 14 novembre 2007  | Spacewatch                   |
| 637860 | 2015 PK88                | 16 febbraio 2013  | Mount Lemmon Survey          |
| 637861 | 2015 PQ88                | 20 settembre 2007 | Spacewatch                   |
| 637862 | 2015 PB91                | 14 luglio 2015    | Pan-STARRS                   |
| 637863 | 2015 PS109               | 4 agosto 2011     | Pan-STARRS                   |
| 637864 | 2015 PY111               | 11 marzo 2007     | Spacewatch                   |
| 637865 | 2015 PN112               | 28 agosto 2006    | Spacewatch                   |
| 637866 | 2015 PS113               | 17 settembre 2006 | Spacewatch                   |
| 637867 | 2015 PE119               | 15 marzo 2007     | Spacewatch                   |
| 637868 | 2015 PD131               | 29 dicembre 2003  | Spacewatch                   |
| 637869 | 2015 PE134               | 29 luglio 2000    | M. W. Buie, S. D. Kern       |
| 637870 | 2015 PO137               | 17 giugno 2015    | Pan-STARRS                   |
| 637871 | 2015 PL144               | 10 agosto 2015    | Pan-STARRS                   |
| 637872 | 2015 PJ146               | 22 aprile 2007    | Spacewatch                   |
| 637873 | 2015 PJ151               | 4 novembre 2004   | Spacewatch                   |
| 637874 | 2015 PV152               | 12 luglio 2015    | Pan-STARRS                   |
| 637875 | 2015 PS166               | 20 dicembre 2006  | Mount Lemmon Survey          |
| 637876 | 2015 PC171               | 23 dicembre 2012  | Pan-STARRS                   |
| 637877 | 2015 PR171               | 3 marzo 2006      | Mount Lemmon Survey          |
| 637878 | 2015 PJ172               | 5 luglio 2003     | Spacewatch                   |
| 637879 | 2015 PV175               | 26 novembre 2012  | Mount Lemmon Survey          |
| 637880 | 2015 PC182               | 12 luglio 2015    | Pan-STARRS                   |
| 637881 | 2015 PD183               | 20 novembre 2008  | Spacewatch                   |
| 637882 | 2015 PF184               | 26 febbraio 2004  | M. W. Buie, D. E. Trilling   |
| 637883 | 2015 PY185               | 10 agosto 2015    | Pan-STARRS                   |
| 637884 | 2015 PU186               | 17 agosto 1995    | Spacewatch                   |
| 637885 | 2015 PX205               | 24 ottobre 2003   | Spacewatch                   |
| 637886 | 2015 PB215               | 19 maggio 2006    | Mount Lemmon Survey          |
| 637887 | 2015 PM229               | 27 agosto 2000    | R. Millis, L. H. Wasserman   |
| 637888 | 2015 PL231               | 16 gennaio 2005   | Spacewatch                   |
| 637889 | 2015 PO231               | 30 settembre 2003 | Spacewatch                   |
| 637890 | 2015 PR245               | 19 marzo 2009     | Spacewatch                   |
| 637891 | 2015 PT246               | 9 novembre 2008   | Spacewatch                   |
| 637892 | 2015 PD247               | 10 agosto 2015    | Pan-STARRS                   |
| 637893 | 2015 PP258               | 28 settembre 2008 | Mount Lemmon Survey          |
| 637894 | 2015 PQ258               | 27 dicembre 2011  | Mount Lemmon Survey          |
| 637895 | 2015 PY258               | 26 marzo 2003     | NEAT                         |
| 637896 | 2015 PS270               | 19 ottobre 1995   | Spacewatch                   |
| 637897 | 2015 PY273               | 16 dicembre 2007  | Spacewatch                   |
| 637898 | 2015 PL283               | 2 novembre 2008   | Mount Lemmon Survey          |
| 637899 | 2015 PZ289               | 12 agosto 2015    | Pan-STARRS                   |
| 637900 | 2015 PD291               | 28 aprile 2014    | Spacewatch                   |

## 637901–638000
| Nome   | Designazione provvisoria | Data di scoperta  | Scopritore          |
| ------ | ------------------------ | ----------------- | ------------------- |
| 637901 | 2015 PR292               | 26 agosto 2005    | NEAT                |
| 637902 | 2015 PS301               | 23 dicembre 2012  | Pan-STARRS          |
| 637903 | 2015 PS303               | 5 aprile 2008     | Spacewatch          |
| 637904 | 2015 PC306               | 19 settembre 1995 | Spacewatch          |
| 637905 | 2015 PC310               | 5 gennaio 2013    | Spacewatch          |
| 637906 | 2015 PQ315               | 1 settembre 1998  | Spacewatch          |
| 637907 | 2015 PH316               | 23 ottobre 2008   | Spacewatch          |
| 637908 | 2015 PQ316               | 13 ottobre 2007   | Mount Lemmon Survey |
| 637909 | 2015 PW318               | 1 maggio 2014     | ESA OGS             |
| 637910 | 2015 PQ320               | 12 agosto 2015    | Pan-STARRS          |
| 637911 | 2015 PD323               | 14 agosto 2015    | Pan-STARRS          |
| 637912 | 2015 QZ5                 | 26 luglio 2015    | Pan-STARRS          |
| 637913 | 2015 QO6                 | 30 dicembre 2013  | Mount Lemmon Survey |
| 637914 | 2015 QJ11                | 11 gennaio 2008   | Mount Lemmon Survey |
| 637915 | 2015 QQ12                | 21 settembre 2011 | CSS                 |
| 637916 | 2015 QA15                | 17 ottobre 2003   | Spacewatch          |
| 637917 | 2015 QC15                | 24 giugno 2014    | Pan-STARRS          |
| 637918 | 2015 QL18                | 23 ottobre 2011   | Pan-STARRS          |
| 637919 | 2015 QQ36                | 5 aprile 2008     | Mount Lemmon Survey |
| 637920 | 2015 RH                  | 21 settembre 2011 | Mount Lemmon Survey |
| 637921 | 2015 RS3                 | 13 settembre 2004 | Spacewatch          |
| 637922 | 2015 RV7                 | 13 dicembre 1996  | Spacewatch          |
| 637923 | 2015 RS8                 | 26 aprile 2003    | Spacewatch          |
| 637924 | 2015 RW9                 | 6 luglio 2005     | Spacewatch          |
| 637925 | 2015 RX10                | 10 aprile 2010    | Mount Lemmon Survey |
| 637926 | 2015 RV11                | 10 agosto 2010    | Spacewatch          |
| 637927 | 2015 RW12                | 20 novembre 2004  | Spacewatch          |
| 637928 | 2015 RM15                | 4 giugno 2006     | Mount Lemmon Survey |
| 637929 | 2015 RB18                | 6 luglio 2003     | Spacewatch          |
| 637930 | 2015 RF21                | 2 febbraio 1997   | Spacewatch          |
| 637931 | 2015 RZ21                | 21 agosto 2015    | Pan-STARRS          |
| 637932 | 2015 RO26                | 19 novembre 2008  | Mount Lemmon Survey |
| 637933 | 2015 RJ28                | 5 aprile 2014     | Pan-STARRS          |
| 637934 | 2015 RL29                | 30 gennaio 2006   | Spacewatch          |
| 637935 | 2015 RO30                | 14 gennaio 2010   | Mount Lemmon Survey |
| 637936 | 2015 RX30                | 31 ottobre 2011   | L. Elenin           |
| 637937 | 2015 RG32                | 18 giugno 2010    | Mount Lemmon Survey |
| 637938 | 2015 RE33                | 24 settembre 2011 | Pan-STARRS          |
| 637939 | 2015 RO38                | 2 ottobre 2003    | Spacewatch          |
| 637940 | 2015 RF39                | 20 agosto 2006    | NEAT                |
| 637941 | 2015 RQ39                | 13 settembre 2007 | Mount Lemmon Survey |
| 637942 | 2015 RQ42                | 28 febbraio 2014  | Pan-STARRS          |
| 637943 | 2015 RC43                | 13 marzo 2005     | Mount Lemmon Survey |
| 637944 | 2015 RD45                | 13 marzo 2007     | Spacewatch          |
| 637945 | 2015 RL47                | 8 settembre 2000  | Spacewatch          |
| 637946 | 2015 RM49                | 3 febbraio 1997   | Spacewatch          |
| 637947 | 2015 RL53                | 14 aprile 2010    | Spacewatch          |
| 637948 | 2015 RK56                | 10 ottobre 2007   | Mount Lemmon Survey |
| 637949 | 2015 RH59                | 18 gennaio 2004   | NEAT                |
| 637950 | 2015 RD61                | 27 gennaio 2007   | Mount Lemmon Survey |
| 637951 | 2015 RX61                | 15 marzo 2010     | Spacewatch          |
| 637952 | 2015 RS62                | 22 agosto 2004    | Spacewatch          |
| 637953 | 2015 RQ65                | 5 febbraio 2010   | Spacewatch          |
| 637954 | 2015 RE67                | 16 luglio 2004    | Cerro Tololo Obs.   |
| 637955 | 2015 RK68                | 22 settembre 2004 | Spacewatch          |
| 637956 | 2015 RN76                | 12 aprile 2005    | Kitt Peak Obs.      |
| 637957 | 2015 RV79                | 24 settembre 2011 | Mount Lemmon Survey |
| 637958 | 2015 RQ87                | 28 dicembre 2008  | B. Christophe       |
| 637959 | 2015 RX87                | 22 agosto 2006    | NEAT                |
| 637960 | 2015 RQ88                | 10 ottobre 2015   | CSS                 |
| 637961 | 2015 RF92                | 25 febbraio 2006  | Mount Lemmon Survey |
| 637962 | 2015 RU93                | 28 settembre 2001 | NEAT                |
| 637963 | 2015 RJ94                | 31 marzo 2003     | Cerro Tololo Obs.   |
| 637964 | 2015 RS94                | 19 settembre 2003 | NEAT                |
| 637965 | 2015 RL95                | 23 luglio 2015    | Pan-STARRS          |
| 637966 | 2015 RA97                | 31 dicembre 2008  | Spacewatch          |
| 637967 | 2015 RL97                | 9 settembre 2007  | Spacewatch          |
| 637968 | 2015 RW97                | 23 luglio 2015    | Pan-STARRS          |
| 637969 | 2015 RL99                | 7 maggio 2006     | Spacewatch          |
| 637970 | 2015 RU99                | 24 luglio 2003    | NEAT                |
| 637971 | 2015 RP100               | 19 gennaio 2009   | K. Levin            |
| 637972 | 2015 RO102               | 15 ottobre 1998   | Spacewatch          |
| 637973 | 2015 RU102               | 25 luglio 2001    | AMOS                |
| 637974 | 2015 RJ105               | 18 marzo 2010     | Mount Lemmon Survey |
| 637975 | 2015 RX106               | 11 settembre 2002 | NEAT                |
| 637976 | 2015 RC111               | 5 aprile 2014     | Pan-STARRS          |
| 637977 | 2015 RF111               | 19 ottobre 2001   | Spacewatch          |
| 637978 | 2015 RV112               | 16 gennaio 2009   | Spacewatch          |
| 637979 | 2015 RY116               | 30 dicembre 2007  | Spacewatch          |
| 637980 | 2015 RF117               | 2 giugno 2002     | Spacewatch          |
| 637981 | 2015 RK117               | 22 dicembre 2003  | Spacewatch          |
| 637982 | 2015 RN118               | 18 aprile 2007    | Spacewatch          |
| 637983 | 2015 RV118               | 13 agosto 2015    | Pan-STARRS          |
| 637984 | 2015 RK120               | 20 luglio 2011    | SSS                 |
| 637985 | 2015 RF122               | 10 ottobre 1999   | LINEAR              |
| 637986 | 2015 RB131               | 1 novembre 2010   | Mount Lemmon Survey |
| 637987 | 2015 RO132               | 11 gennaio 2014   | Mount Lemmon Survey |
| 637988 | 2015 RF133               | 13 marzo 2007     | Mount Lemmon Survey |
| 637989 | 2015 RO133               | 24 settembre 2004 | Spacewatch          |
| 637990 | 2015 RQ136               | 8 ottobre 2007    | Mount Lemmon Survey |
| 637991 | 2015 RG147               | 31 marzo 2008     | Spacewatch          |
| 637992 | 2015 RD153               | 3 maggio 2014     | Mount Lemmon Survey |
| 637993 | 2015 RV174               | 21 agosto 2006    | Spacewatch          |
| 637994 | 2015 RL185               | 18 novembre 2007  | Mount Lemmon Survey |
| 637995 | 2015 RC186               | 2 settembre 2010  | Mount Lemmon Survey |
| 637996 | 2015 RH191               | 18 settembre 2006 | Spacewatch          |
| 637997 | 2015 RP191               | 9 ottobre 2007    | Mount Lemmon Survey |
| 637998 | 2015 RY192               | 27 febbraio 2006  | Mount Lemmon Survey |
| 637999 | 2015 RU194               | 22 dicembre 2012  | Pan-STARRS          |
| 638000 | 2015 RS195               | 23 aprile 2014    | CTIO-DECam          |